# Конвой H-23
Конвой H-23 — японський конвой часів Другої світової війни, проведення якого відбувалось у березні — квітні 1944-го.
H-23 належав до серії конвоїв, які в 1943—1944 роках ходили між важливим транспортним хабом у Манілі та островом Хальмахера зі складу Молуккського архіпелагу (північний схід Нідерландської Ост-Індії), який, зокрема, відігравав важливу роль у постачанні японських сил на заході Нової Гвінеї.
До складу конвою увійшли транспорти «Бунзан-Мару», «Тацуджу-Мару» (Tatsuju Maru), «Міяура-Мару» та «Тайю-Мару» (Taiyu Maru), тоді як охорону забезпечували патрульні кораблі PB-103 та PB-105. Крім того, на першому переході до Себу (центральна частина Філіппінського архіпелагу) додаткову охорону надавали переобладнаний сітьовий загороджувач «Корей-Мару» та допоміжний мисливець за підводними човнами CHa-24.
31 березня 1944-го загін вийшов з Маніли, а з 2 по 6 квітня перебував у Себу. Під час подальшого прямування до H-23 приєднались судна «Курамасан-Мару» та «Міто-Мару», які 7 квітня вийшли з Давао (південне узбережжя острова Мінданао) під охороною переобладнаного канонерського човна «Хіно-Мару № 1». Первісно ці два судна належали до конвою H-22, що зазнав втрат від атаки підводного човна, зайшов до Давао та розділився.
10 квітня 1944-го японський загін досягнув затоки Кау на острові Хальмахера.